# Mikko Hirvonen
Mikko Hirvonen (Kannonkoski, 1980. július 31. –) korábbi finn raliversenyző, 2002 és 2014 között a rali-világbajnokságon indult versenyzőként.

## Pályafutása

### Rali-világbajnokság

#### Kezdetek: 2002
2002-ben megnyerte a 2000 cc alatti autók számára kiírt ralibajnokságot Finnországban. Ez évben a világbajnokság három versenyén állt rajthoz. Első versenyén a Finn ralin, egyedüli célbaérkezőként megnyerte az A6-os értékelést. A San Remo-ralin nem ért célba, és így tett első WRC-s világbajnoki versenyén is a brit ralin, ahol a versen első napján volt kénytelen feladni a futamot.

#### Első gyári év: 2003
A 2003-as évben, a Ford gyári csapatában, François Duval és Markko Märtin csapattársaként, a világbajnokság összes futamán rajthoz állt. Még tapasztaltabb társai kiegyensúlyozott teljesítménnyel rendszeresen a pontszerzők közt zártak, két győzelmet és több dobogós helyezést könyveltek el, addig Mikko a középmezőnyben érvényesült. Az év folyamán azonban megszerezte első szakaszgyőzelmét, valamint a Ciprus-ralin elért hatodik helyezésével első világbajnoki pontjait. Három gyűjtött pontjával végül a tizenhatodik helyen zárta az évet.

#### Subaru: 2004
2004-ben a négyszeres világbajnok Tommi Mäkinen helyére érkezett a Subaru csapatába. Csapattársa pedig a címvédő világbajnok, Petter Solberg volt. Az év folyamán tíz alkalommal ért célba pontszerző helyen és két szakaszgyőzelmet szerzett. Huszonkilenc pontjával végül a hetedik helyen zárta az összetett értékelést.

#### Újra gyári Fordban: 2006 -

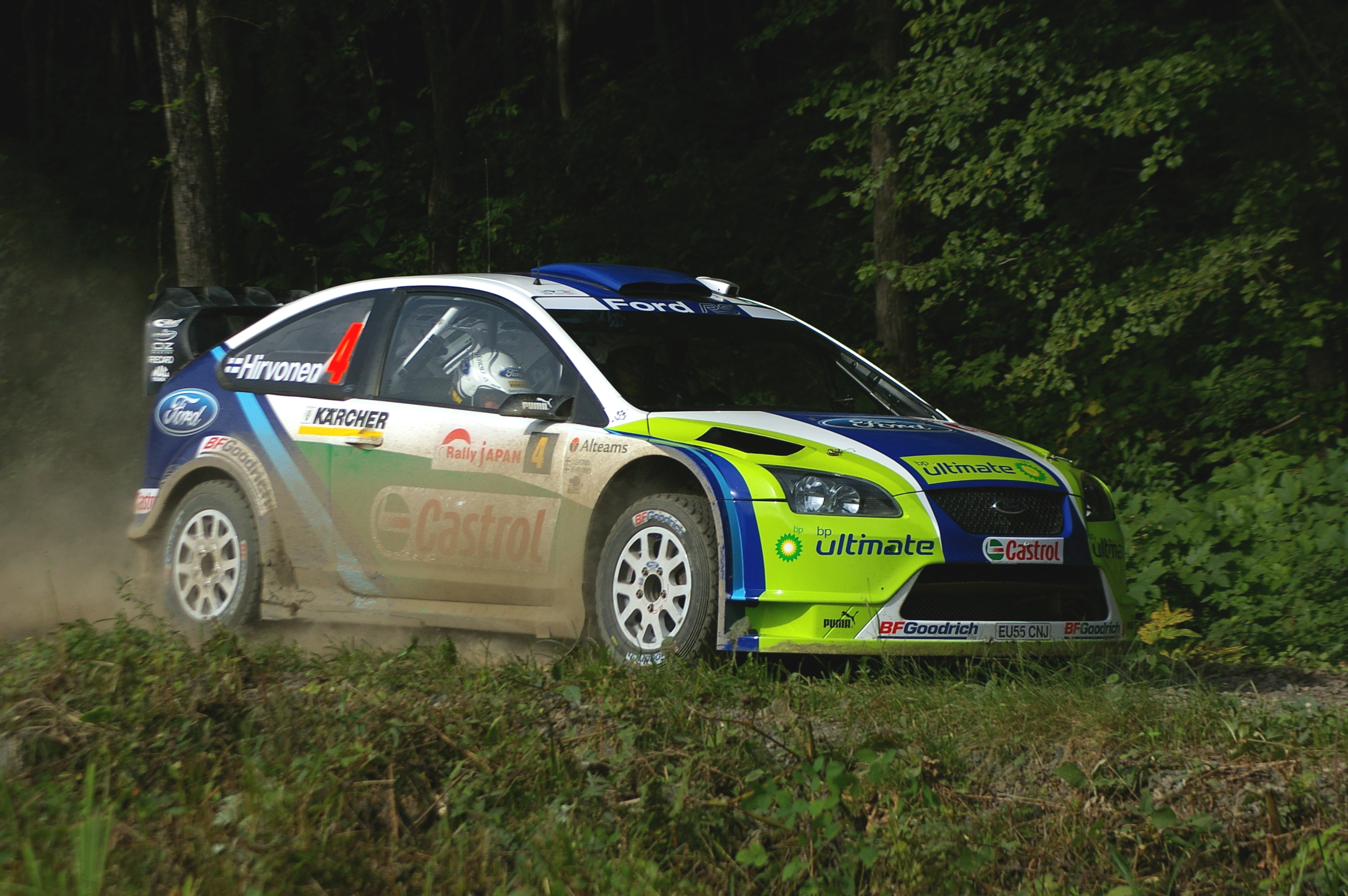
2006-ban a Japán ralin

A 2005-ös szezonban hat versenyen állt rajthoz, öt alkalommal privátként, hazája versenyén a Finn ralin pedig újra a gyári Ford csapatával vett részt. Az Akropolisz-ralin és Finnországban az ötödik helyen ért célba, még a Katalán versenyen, több szakaszt is nyerve zárt a harmadik helyen. Eredményeivel nagy benyomást tett a Ford sportigazgatójára, Malcolm Wilsonra, aki a szezon után hároméves szerződést kötött Hirvonennel
A 2006-os szezon első fele kevés sikert hozott Hirvonen számára. Az első hat versenyen mindössze hét pontot gyűjtött, és az év első dobogós helyezésére a Szardínia-raliig kellett várnia. A szardíniai futamot követően azonban két futam kivételével mindenhol dobogóra állt, és az Ausztrál ralin megszerezte pályafutása első világbajnoki győzelmét. A bajnokságot végül csapattársa, Marcus Grönholm mögött a harmadik helyen zárta.

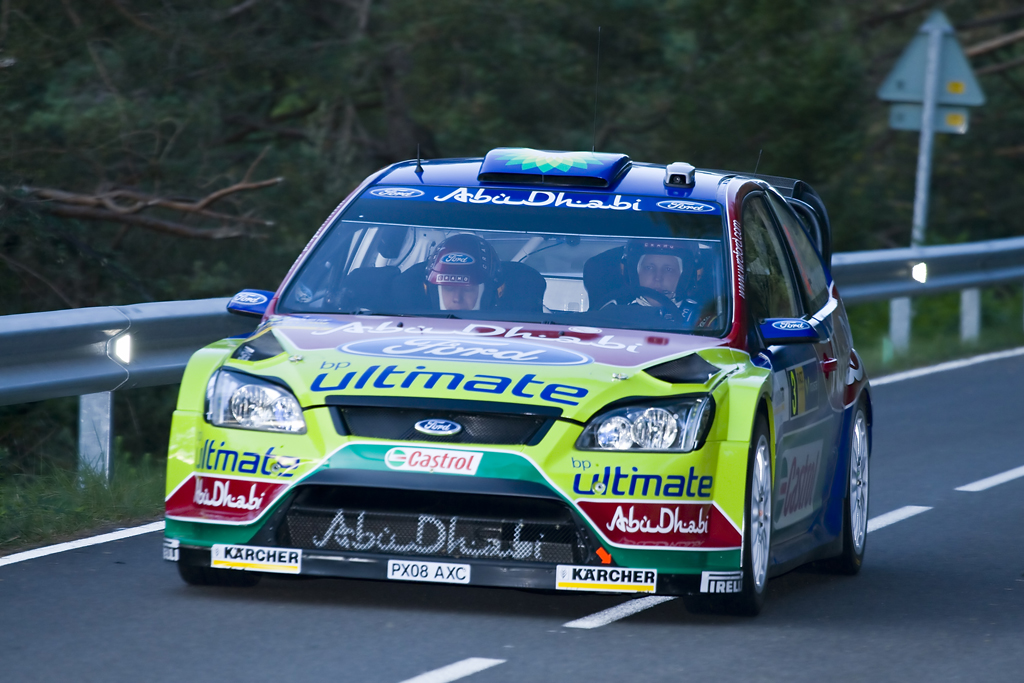
2008-ban a Katalán-ralin

2007-ben az élmezőny legmegbízhatóbb versenyzője volt. Minden futamon célbaért, és mindössze egyszer, a Korzika-ralin nem szerzett pontot. A bajnokság tizenhat állomásából tízszer végzett dobogós helyen, és három alkalommal, Norvégiában, Japánban és Walesben tudott győzni. A szezont 2006 után ismét a harmadik helyen zárta, újfent csapat és honfitársa, Marcus Grönholm mögött.
A 2008-as évre Grönholm visszavonulásával Hirvonen lépett elő első számú versenyzőnek a Fordnál. Csapattársa az ekkor még mindössze huszonkét éves, szintén finn Jari-Matti Latvala lett. Hirvonen két második hellyel kezdte az évet. Még új csapattársa, Latvala már a szezon második futamán a Svéd ralin nyerni tudott, addig Mikkonak ez csak a Jordán ralin sikerült először, az év ötödik versenyén. Jordánia után azonban Hirvonen vezette a világbajnokságot, öt pont volt ekkor az előnye Sebastien Loeb előtt. A következő versenyeken többször egymást váltva álltak a bajnokság élén, ám a Német rali után már Loeb dominált. A szezont Mikko tizenkilenc pont hátrányban zárta a második helyen.

### Tereprali
2016 januárjában életében először neki vágott a világ legnagyobb tereprali versenyének, a Dakar-ralinak a Minivel. Az utolsó előtti szakaszon megszerezte első szakaszgyőzelmét és végül a 4. helyen fejezte be a versenyt, amivel a legjobb újonc lett az autósoknál. Év közben a tereprali világkupa több versenyén is indult, hogy felkészüljön a következő Dakar-ralira. Így Magyarországon is indult a HunGarian Baja-n, amit meg is nyert, ezzel első terepralis győzelmét szerezte.

## Eredményei

### Rali-világbajnokság
Eredménylista
Táblázat értelmezése
| Év   | Csapat                             | Autó                  | 1       | 2      | 3      | 4       | 5      | 6       | 7       | 8       | 9       | 10    | 11     | 12     | 13      | 14     | 15    | 16     | Hely | Pont |
| ---- | ---------------------------------- | --------------------- | ------- | ------ | ------ | ------- | ------ | ------- | ------- | ------- | ------- | ----- | ------ | ------ | ------- | ------ | ----- | ------ | ---- | ---- |
| 2002 | Mikko Hirvonen                     | Renault Clio S1600    | MON     | SWE    | FRA    | ESP     | CYP    | ARG     | GRC     | KEN     | FIN 21  | GER   | ITA Ki | NZL    | AUS     |        |       |        | -    | 0    |
| 2002 | Mikko Hirvonen                     | Subaru Impreza WRC    |         |        |        |         |        |         |         |         |         |       |        |        |         | GBR Ki |       |        | -    | 0    |
| 2003 | Ford Motor Co                      | Ford Focus RS WRC 02  | MON Ki  | SWE 11 | TUR Ki |         | ARG 16 | GRC Ki  | CYP 6   | GER 13  | FIN Ki  | AUS 9 |        |        |         | GBR Ki |       |        | 16.  | 3    |
| 2003 | Ford Motor Co                      | Ford Focus RS WRC 03  |         |        |        | NZL 10  |        |         |         |         |         |       | ITA Ki | FRA 10 | ESP 14  |        |       |        | 16.  | 3    |
| 2004 | 555 Subaru World Rally Team        | Subaru Impreza WRC 03 | MON Ki  | SWE 9  |        |         |        |         |         |         |         |       |        |        |         |        |       |        | 7.   | 29   |
| 2004 | 555 Subaru World Rally Team        | Subaru Impreza WRC 04 |         |        | MEX 5  | NZL 7   | CYP 5  | GRC Ki  | TUR 6   | ARG 4   | FIN Ki  | GER 8 | JPN 7  | GBR 7  | ITA Ki  | FRA 10 | ESP 8 | AUS 4  | 7.   | 29   |
| 2005 | Mikko Hirvonen                     | Ford Focus RS WRC 03  | MON     | SWE Ki | MEX    | NZL     | ITA Ki | CYP     | TUR     | GRC 5   | ARG     |       | GER    | GBR    |         | FRA    | ESP 3 | AUS    | 10.  | 14   |
| 2005 | BP Ford World Rally Team           | Ford Focus RS WRC 04  |         |        |        |         |        |         |         |         |         | FIN 5 |        |        |         |        |       |        | 10.  | 14   |
| 2005 | Škoda Motorsport                   | Škoda Fabia WRC       |         |        |        |         |        |         |         |         |         |       |        |        | JPN Ki  |        |       |        | 10.  | 14   |
| 2006 | BP Ford World Rally Team           | Ford Focus RS WRC 06  | MON 7   | SWE 12 | MEX 14 | ESP 9   | FRA 4  | ARG Ki  | ITA 2   | GRC 3   | GER 9   | FIN 3 | JPN 3  | CYP 3  | TUR 2   | AUS 1  | NZL 2 | GBR Ki | 3.   | 65   |
| 2007 | BP Ford World Rally Team           | Ford Focus RS WRC 06  | MON 5   | SWE 3  | NOR 1  | MEX 3   | POR 5  | ARG 3   | ITA 2   | GRC 4   |         |       |        |        |         |        |       |        | 3.   | 99   |
| 2007 | BP Ford World Rally Team           | Ford Focus RS WRC 07  |         |        |        |         |        |         |         |         | FIN 2   | GER 3 | NZL 3  | ESP 4  | FRA 13  | JPN 1  | IRE 4 | GBR 1  | 3.   | 99   |
| 2008 | BP Ford Abu Dhabi World Rally Team | Ford Focus RS WRC 07  | MON 2   | SWE 2  | MEX 4  | ARG 5   | JOR 1  | ITA 2   | GRC 3   | TUR 1   | FIN 2   |       |        |        |         |        |       |        | 2.   | 103  |
| 2008 | BP Ford Abu Dhabi World Rally Team | Ford Focus RS WRC 08  |         |        |        |         |        |         |         |         |         | GER 4 | NZL 3  | ESP 3  | FRA 2   | JPN 1  | GBR 8 |        | 2.   | 103  |
| 2009 | BP Ford Abu Dhabi World Rally Team | Ford Focus RS WRC 08  | IRE 3   | NOR 2  | CYP 2  | POR 2   | ARG Ki |         |         |         |         |       |        |        |         |        |       |        | 2.   | 92   |
| 2009 | BP Ford Abu Dhabi World Rally Team | Ford Focus RS WRC 09  |         |        |        |         |        | ITA 2   | GRE 1   | POL 1   | FIN 1   | AUS 1 | ESP 3  | GBR 2  |         |        |       |        | 2.   | 92   |
| 2010 | BP Ford Abu Dhabi World Rally Team | Ford Focus RS WRC 09  | SWE 1   | MEX 4  | JOR 20 | TUR 3   | NZL 4  | POR 4   | BUL 5   | FIN Ret | GER Ret | JPN 6 | FRA 5  | ESP 5  | GBR 4   |        |       |        | 6.   | 126  |
| 2011 | Ford Abu Dhabi WRT                 | Ford Fiesta RS WRC    | SWE 1   | MEX 2  | POR 4  | JOR 4   | ITA 2  | ARG 2   | GRE 3   | FIN 4   | GER 4   | AUS 1 | FRA 3  | ESP 2  | GBR Ret |        |       |        | 2.   | 214  |
| 2012 | Citroën Total WRT                  | Citroën DS3 WRC       | MON 4   | SWE 2  | MEX 2  | POR DSQ | ARG 2  | GRE 2   | NZL 2   | FIN 2   | GER 3   | GBR 5 | FRA 3  | ITA 1  | ESP 3   |        |       |        | 2.   | 213  |
| 2013 | Citroën Total Abu Dhabi WRT        | Citroën DS3 WRC       | MON 4   | SWE 17 | MEX 2  | POR 2   | ARG 6  | GRE 8   | ITA Ret | FIN 4   | GER 3   | AUS 3 | FRA 6  | ESP 3  | GBR Ret |        |       |        | 4.   | 126  |
| 2014 | M-Sport WRT                        | Ford Fiesta RS WRC    | MON Ret | SWE 4  | MEX 8  | POR 2   | ARG 9  | ITA Ret | POL 4   | FIN 5   | GER 5   | AUS 5 | FRA 5  | ESP 3  | GBR 2   |        |       |        | 4.   | 126  |

Győzelmek
| #   | Dátum                  | Rali            | Navigátor      | Autó                 | Összefoglaló |
| --- | ---------------------- | --------------- | -------------- | -------------------- | ------------ |
| 1.  | 2006. október 26-29.   | Ausztrál rali   | Jarmo Lehtinen | Ford Focus RS WRC 06 | Összefoglaló |
| 2.  | 2007. február 16-18.   | Norvég rali     | Jarmo Lehtinen | Ford Focus RS WRC 06 | Összefoglaló |
| 3.  | 2007. október 26-28.   | Japán rali      | Jarmo Lehtinen | Ford Focus RS WRC 07 | Összefoglaló |
| 4.  | 2007. nov 30-dec 2.    | Brit rali       | Jarmo Lehtinen | Ford Focus RS WRC 07 | Összefoglaló |
| 5.  | 2008. április 24-27.   | Jordán rali     | Jarmo Lehtinen | Ford Focus RS WRC 07 | Összefoglaló |
| 6.  | 2008. június 13-15.    | Török rali      | Jarmo Lehtinen | Ford Focus RS WRC 07 | Összefoglaló |
| 7.  | 2008. okt 31-nov 2.    | Japán rali      | Jarmo Lehtinen | Ford Focus RS WRC 08 | Összefoglaló |
| 8.  | 2009. június 12-14.    | Akropolisz-rali | Jarmo Lehtinen | Ford Focus RS WRC 09 | Összefoglaló |
| 9.  | 2009. június 26-29.    | Lengyel rali    | Jarmo Lehtinen | Ford Focus RS WRC 09 | Összefoglaló |
| 10. | 2009. júl 31-aug 2.    | Finn rali       | Jarmo Lehtinen | Ford Focus RS WRC 09 | Összefoglaló |
| 11. | 2009. szeptember 4-6.  | Ausztrál rali   | Jarmo Lehtinen | Ford Focus RS WRC 09 | Összefoglaló |
| 12. | 2010. február 11-14.   | Svéd rali       | Jarmo Lehtinen | Ford Focus RS WRC 09 | Összefoglaló |
| 13. | 2010. február 10-13.   | Svéd rali       | Jarmo Lehtinen | Ford Fiesta RS WRC   | Összefoglaló |
| 14. | 2011. szeptember 8-11. | Ausztrál rali   | Jarmo Lehtinen | Ford Focus RS WRC 09 | Összefoglaló |
| 15. | 2012. október 18-21.   | Szardínia-rali  | Jarmo Lehtinen | Citroën DS3 WRC      | Összefoglaló |

Statisztika
| Szezon   | Helyezés | Versenyek/ célbaérés | Pontok | Győzelmek | Dobogók | Szakasz győzelmek |
| -------- | -------- | -------------------- | ------ | --------- | ------- | ----------------- |
| 2002     |          | 3/1                  | 0      | 0         | 0       | 0                 |
| 2003     | 16.      | 14/8                 | 3      | 0         | 0       | 1                 |
| 2004     | 7.       | 16/12                | 29     | 0         | 0       | 2                 |
| 2005     | 10.      | 6/3                  | 14     | 0         | 1       | 6                 |
| 2006     | 3.       | 16/14                | 65     | 1         | 8       | 18                |
| 2007     | 3.       | 16/16                | 99     | 3         | 10      | 37                |
| 2008     | 2.       | 15/15                | 103    | 3         | 11      | 46                |
| 2009     | 2.       | 12/11                | 92     | 4         | 11      | 51                |
| 2010     | 1.       | 1/1                  | 25     | 1         | 1       | 6                 |
| Összesen |          | 99/81                | 430    | 12        | 42      | 167               |

### Interkontinentális ralibajnokság
Győzelmek
| #  | Dátum               | Rali             | Navigátor      | Autó              | Összefoglaló |
| -- | ------------------- | ---------------- | -------------- | ----------------- | ------------ |
| 1. | 2010. január 19-23. | Monte Carlo-rali | Jarmo Lehtinen | Ford Fiesta S2000 | Összefoglaló |

Statisztika
| Szezon   | Helyezés | Versenyek/ célbaérés | Pontok | Győzelmek | Dobogók | Szakasz győzelmek |
| -------- | -------- | -------------------- | ------ | --------- | ------- | ----------------- |
| 2010     |          | 1/1                  | 10     | 1         | 1       | 3                 |
| Összesen |          | 1/1                  | 10     | 1         | 1       | 3                 |